# Finn Kydland
Finn Erling Kydland (Ålgård, 1 december 1943) is een Noorse econoom. Hij is de Henley Professor voor Economie aan de Universiteit van Californië – Santa Barbara. In 2004 won hij samen met Edward Prescott de Prijs van de Zweedse Rijksbank voor economie voor zijn bijdragen aan de dynamische macro-economie.

## Biografie
Kydland groeide op als de oudste van zes kinderen op de boerderij van zijn ouders. Deze lag in de Jærenregio. Op jonge leeftijd raakte hij al geïnteresseerd in wiskunde en economie. In zijn tienertijd nam dit verder toe toen hij de boekhouding deed voor de nertsenboerderij van een vriend.
Kydland haalde in 1968 een Bachelor of Science aan de Norges Handelshøyskole (NHH), en in 1973 een Ph.D. in economie aan Carnegie Mellon University. Na zijn Ph.D. keerde hij terug naar NHH als een assistent-professor. In 1978 keerde hij terug naar Carnegie Mellon als professor. Sindsdien is hij in de Verenigde Staten gaan wonen. Kydland werkte als hoogleraar economie aan Carnegie Mellon, tot 1 juli 2004. Daarna werd hij gastdocent aan de faculteit economie van de Universiteit van Californië – Santa Barbara.
Kydland trouwde in 1968 met Liv Kjellevold. Met haar kreeg hij vier kinderen: Jon Martin, Eirik Thomas, Camilla, en Kari. Zijn tweede vrouw is Tonya Schooler.